# Zaljev Güllük
Zaljev Güllük (tur. Güllük Körfezi), također zvan zaljev Mandalya, je zaljev Egejskog mora u Turskoj.
Zaljev se nalazi sjeverno od poluotoka Bodrum i južno od poluotoka Dilek. Administrativno, njegova obala je dio okruga Bodrum i Milas u pokrajini Muğla, osim malog dijela, koja je dio okruga Didim u pokrajini Aydın. Širina zaljeva od sjevera prema jugu je oko 23 km, a duljina je oko 32 km.
Zaljev je poznat po turističkim mjestima kao što su Güllük, Torba, Güvercinlik i Türkbükü. Arheološko nalazište Iasos također je na istočnoj obali zaljeva. U nekim uvalama na istočnom dijelu zaljeva nalaze se uzgajalištima ribe koja prijete narušavanjem okoliša.